# Vriesea mollis
Vriesea mollis är en gräsväxtart som beskrevs av Elton Martinez Carvalho Leme. Vriesea mollis ingår i släktet Vriesea och familjen Bromeliaceae. Inga underarter finns listade i Catalogue of Life.